# Santiago Minella
Santiago Minella (General La Madrid, Argentina, 9 de agosto de 1988) es un futbolista argentino que juega con el Deportes Savio de Honduras por la Liga Nacional de Fútbol Profesional de Honduras.
Es sobrino-nieto del famoso exfutbolista y entrenador marplatense, José María Minella, cuyo nombre fue puesto al Estadio Mundialista de Mar del Plata.

## Biografía
Santiago Minella nació en General La Madrid (Buenos Aires) cabecera del Partido Homónimo, Provincia de Buenos Aires de la Argentina, el 9 de agosto de 1988.
Después de su inicio en el fútbol profesional con el Club Atlético Aldosivi de la ciudad de Mar del Plata en el año 2008, Minella pasó a formar parte del Club Atlético Alvarado en el año 2009.
Después de estar jugando en su país natal, Santiago Minella decide emprender vuelo para América Central donde fue fichado por el Club Deportivo Iztapa de la Primera División de Guatemala donde en 11 fechas logró anotar 8 goles. Estuvo medio año en tierras chapinas para luego llegar al fútbol hondureño donde jugó para el Club Deportivo Platense de la ciudad de Puerto Cortés donde participó en un total de 9 partidos, no anotó en ningún juego.
Posteriormente llega a la ciudad Santa Rosa de Copán, del mismo país Honduras, para enrolarse en las filas del Deportes Savio. Con este equipo actualmente está activo, va jugando 5 partidos y anotando 2 goles. Para la segunda mitad del 2013 firmó contrato con el club italiano S.S.D. Corridonia, que actualmente se encuentra disputando la Serie D.
Actualizado 17 de noviembre de 2015.

## Preparación Juvenil
Cabe destacar que Santiago Minella tuvo una muy buena preparación juvenil, donde pasó por el Club Racing de General La Madrid, una escuelita de fútbol dondlo hizo en el año de 1994-1998, logró muchas cosas importantes en esta escuela de fútbol destacando el año 1998 donde fue Campeón con el equipo y goleador del torneo, en esta escuelita lo dirigió el director técnico Abelardo Carabelli. Para el año 2002 salta al Club Atlético Estudiantes de Olavarría siendo un jugador profesional de fútbol, fue subcampeón con dicho club en la 7.ª división de Argentina.

## Clubes
| Club                                   | País      | Año         |
| -------------------------------------- | --------- | ----------- |
| Club Racing de General La Madrid       | Argentina | 1994 - 2002 |
| Club Atlético Estudiantes de Olavarría | Argentina | 2002 - 2007 |
| Club Sportivo Barracas Bolívar         | Argentina | 2007        |
| Club Atlético Aldosivi                 | Argentina | 2008 - 2009 |
| Club Atlético Alvarado                 | Argentina | 2009 - 2010 |
| Central Argentino de La Carlota        | Argentina | 2010 - 2011 |
| Club Deportivo Iztapa                  | Guatemala | 2012        |
| Club Deportivo Platense                | Honduras  | 2012        |
| Deportes Savio                         | Honduras  | 2013        |
| S.S.D. Corridonia                      | Italia    | 2013        |

### Distinciones individuales
| Distinción                                                | Año  |
| --------------------------------------------------------- | ---- |
| Goleador Torneo Provincial Lificeba                       | 1998 |
| Goleador Torneo Liga de Laprida                           | 2002 |
| Mejor Jugador en Estudiantes de Olavarría                 | 2005 |
| Goleador del Torneo DT. Hugo Alves                        | 2006 |
| Jugador más destacado de General La Madrid (Buenos Aires) | 2007 |
| Goleador del Club Atlético Aldosivi                       | 2009 |